# Чеченська баштова архітектура

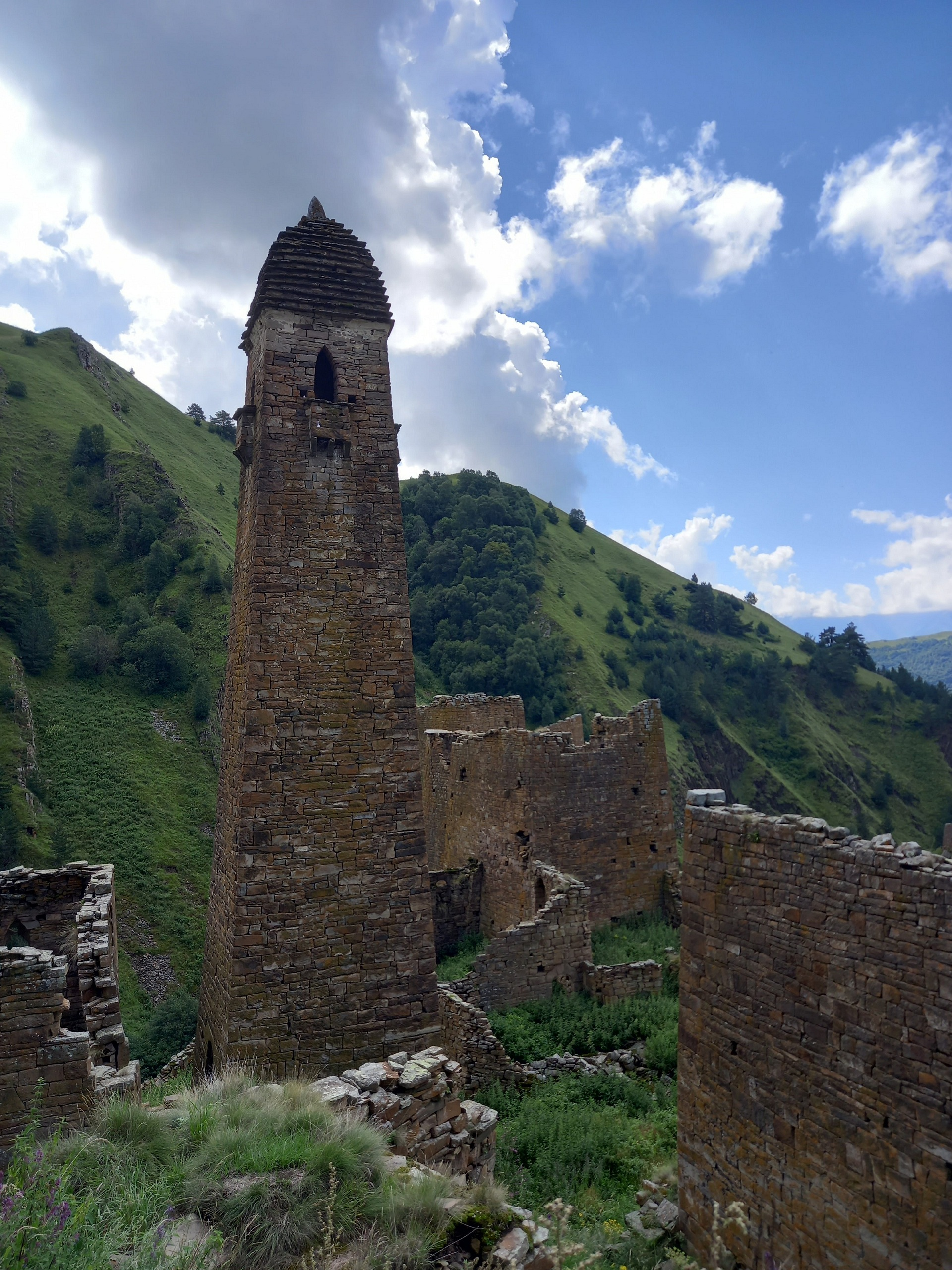
Нікаройська бойова башта

Чеченська баштова архітектура (чеч. Нохчийн бӀаьвнийн архитектура, рос. Чеченнская башенная архитектура) активно розвивалася в Чечні в середньовіччі. Башти використовували для проживання та оборони. Деякі вежі поєднували обидві функції. В північно-східній Грузії будували концептуально схожі сванські вежі.

## Галерея

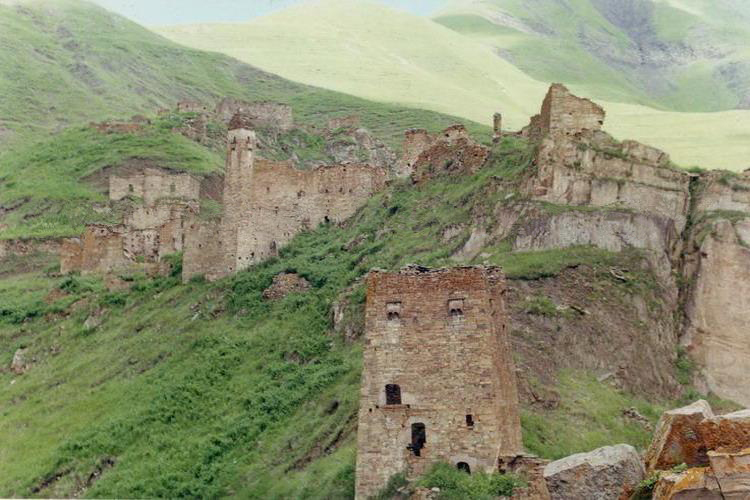
Руїни поселення Нікарой, на передньому плані —житлова вежа
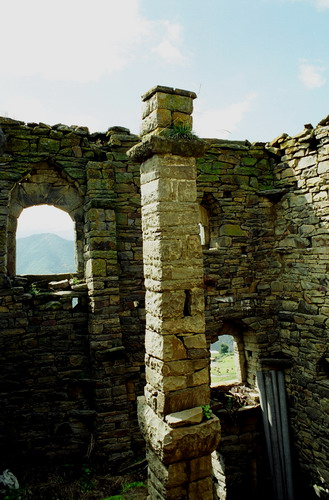
Центральний стовп (аьрда бӏогӏам) житлової вежі в Хаскалі
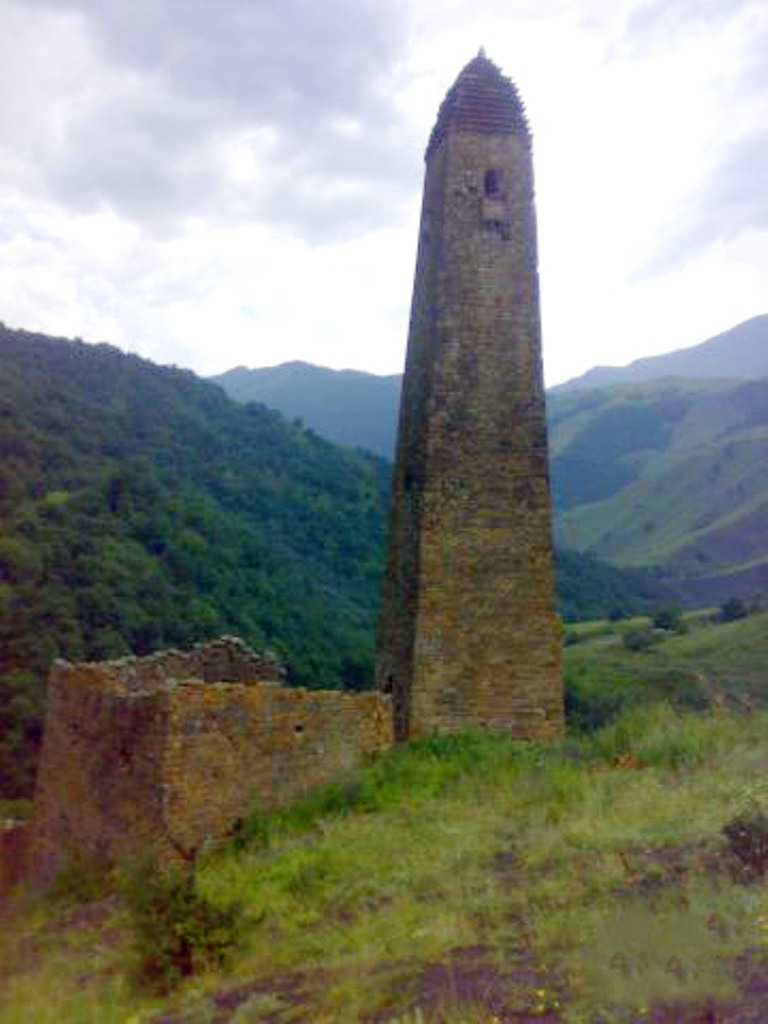
Бойова вежа в поселенні Моцкарой
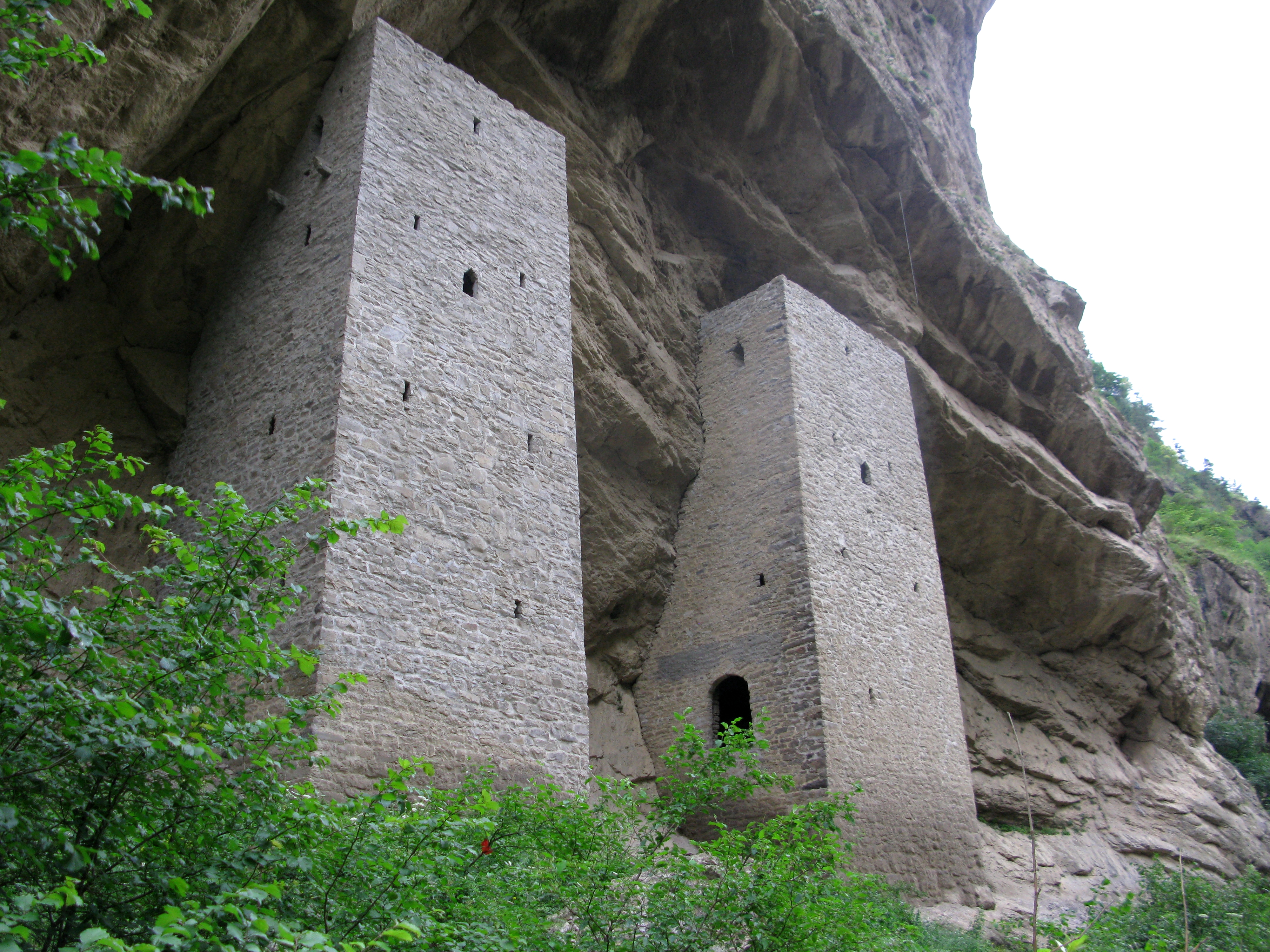
Ушкалойські вежі
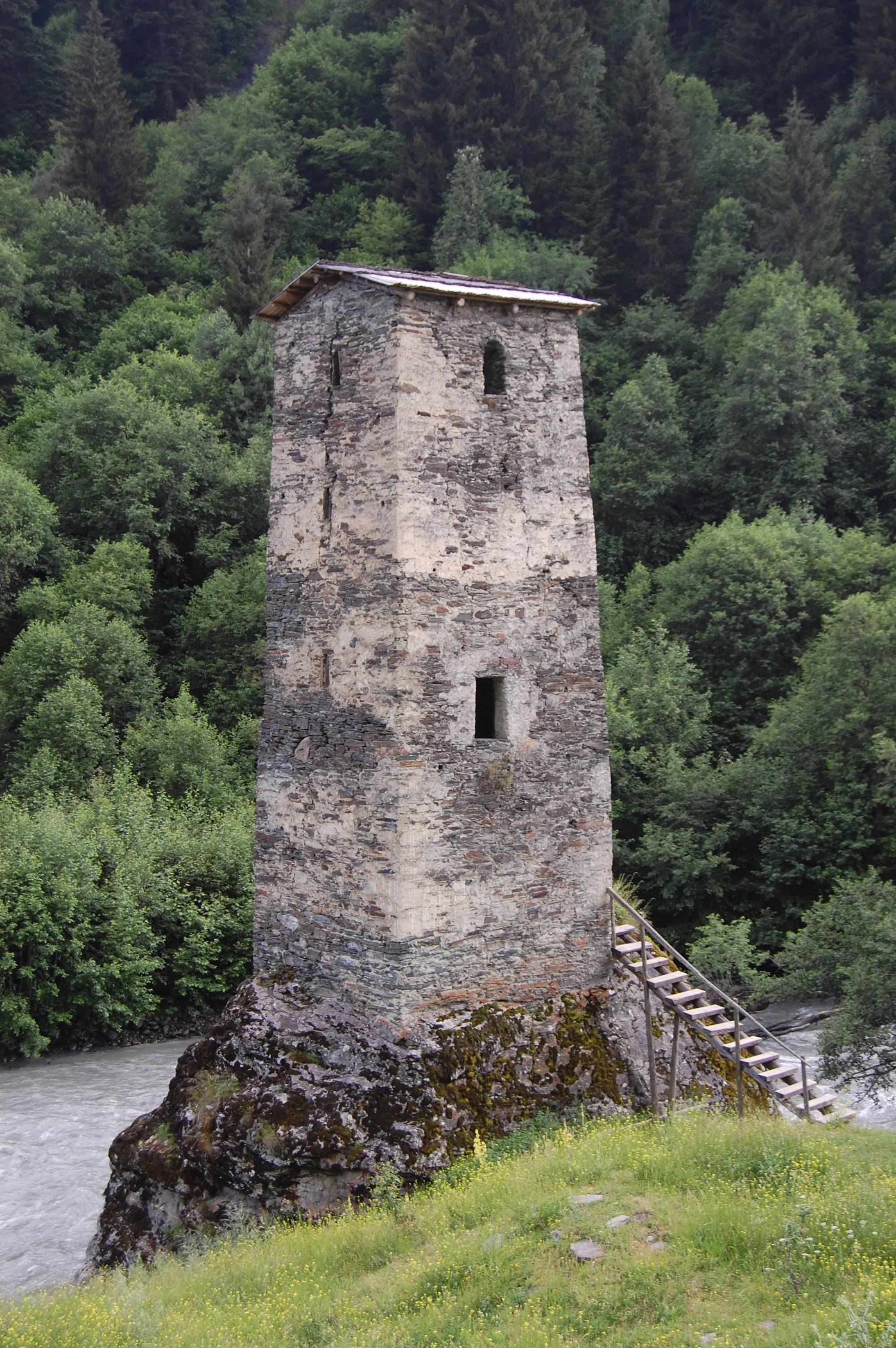
Сванська вежа